# Гознак (микрорайон, Краснокамск)
Гознак — микрорайон в Краснокамске.

## География
Микрорайон расположен на западе города. Его границами являются улицы Карла Либкнехта, Комарова, Калинина, Шоссейная и Пальтинский переулок. С юга к микрорайону Гознак примыкает микрорайон Кама.

## История
Микрорайон начал строиться одновременно со строительством бумажной фабрики Гознак в начале 1930-х годов с привлечением труда завербованных крестьян, заключенных и сосланных граждан. Еще в послевоенные годы поселок Гознак известен был как место размещения спецпереселенцев (высланных советских немцев).

## Улицы
Улицы Карла Либкнехта, Комарова, Калинина, Шоссейная, Гознаковский переулок

## Транспортное сообщение
Автобусы: 4, 6, 7, 9, 10, 11 и 14.

## Экономика
К востоку от микрорайона находится основное предприятие, на котором работают жители микрорайона — Краснокамская бумажная фабрика Гознака.

## Образование
Школа-гимназия № 1.

## Достопримечательности
Площадь Гознака и Дворец Культуры Гознака (открыт в 1962 году). Рядом с ДК Гознака разбит Сквер Молодоженов.